# Affare fatto
Affare fatto (Auction Hunters) è una serie televisiva statunitense di genere reality, trasmessa a partire dal 9 novembre 2010 su Spike. In Italia viene trasmessa su Cielo inizialmente, per poi essere trasmessa su DMAX e Discovery Channel.

## Trama
Allen Haff e Clinton "Ton" Jones, partecipano alle aste in cui vengono venduti i depositi abbandonati o pignorati di privati in tutti gli Stati Uniti. In ogni episodio, vengono mostrati l'asta in cui vengono venduti i lotti e la rivendita degli oggetti trovati dentro ogni lotto. In alcuni episodi nei lotti ci sono degli oggetti di grande valore, come quad e motoslitte.
In lingua originale ogni episodio inizia con un "disclaimer" avvisando che i due protagonisti acquistano ogni anno centinaia di lotti e che solo i più rari e quindi preziosi oggetti trovati sono presentati nelle puntate. La maggior parte degli oggetti portano poco o nessun guadagno e l'80% dei loro profitti proviene dal 20% di ciò che comprano.
Dalla terza stagione in poi Allen e Ton hanno un'assistente, Carolyn Giannelli, a cui insegnano i segreti del mestiere.
Nella quarta stagione, si scopre che Allen e Ton hanno aperto un banco dei pegni, che, nonostante sia molto conosciuto, non dà buoni guadagni; nel frattempo, Carolyn è diventata una loro avversaria nelle aste. Si scoprirà poi che il proprietario dello stabile, al quale i ragazzi pagano l'affitto, è interessato a comprare il negozio.
Nella quinta stagione viene detto che Allen e Ton hanno venduto il banco dei pegni e ritornano ad acquistare lotti. La prima puntata di questa stagione viene dedicata in memoria di Robin "Big Sis" Matte (una loro ex-dipendente), deceduta il 12 maggio 2014 (all'età di 37 anni) per un cancro ovarico alla fase 4 a cui era sopravvissuta per 12 anni.
L'11 aprile 2014, Spike ha ordinato una quinta stagione di 20 episodi, che ha debuttato alla fine del 2014. La quinta stagione è incentrata sul duo che espande la propria attività al di là delle aste di unità di stoccaggio. L'8 aprile 2015, Spike ha annunciato che la quinta stagione sarebbe stata quella conclusiva, il che ha reso il programma lo show non sceneggiato più longevo di Spike all'epoca. Lo show è attualmente disponibile tramite il servizio di streaming Pluto TV.

## Episodi
| Stagione         | Episodi | Prima TV USA | Prima TV Italia |
| ---------------- | ------- | ------------ | --------------- |
| Prima stagione   | 8       | 2010         | 2011            |
| Seconda stagione | 27      | 2011         | 2012            |
| Terza stagione   | 26      | 2012         | 2013            |
| Quarta stagione  | 24      | 2013         |                 |
| Quinta stagione  | 20      | 2014         |                 |

## Programmi simili
- Container Wars
- Affari a tutti i costi
- Affari al buio